# Kloster der Unbeschuhten Karmelitinnen (Brüssel)

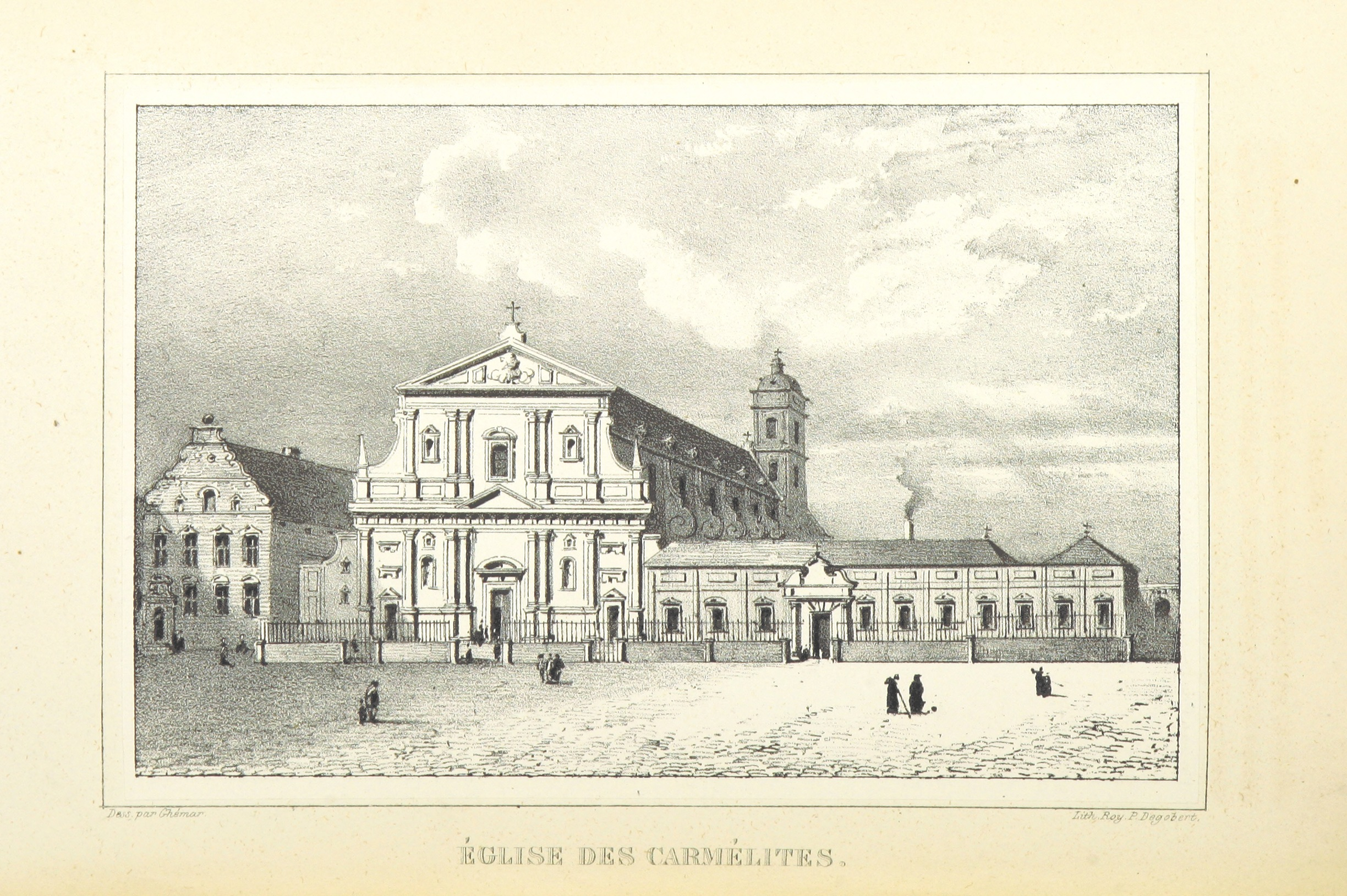
Kloster der Unbeschuhten Karmelitinnen in Brüssel

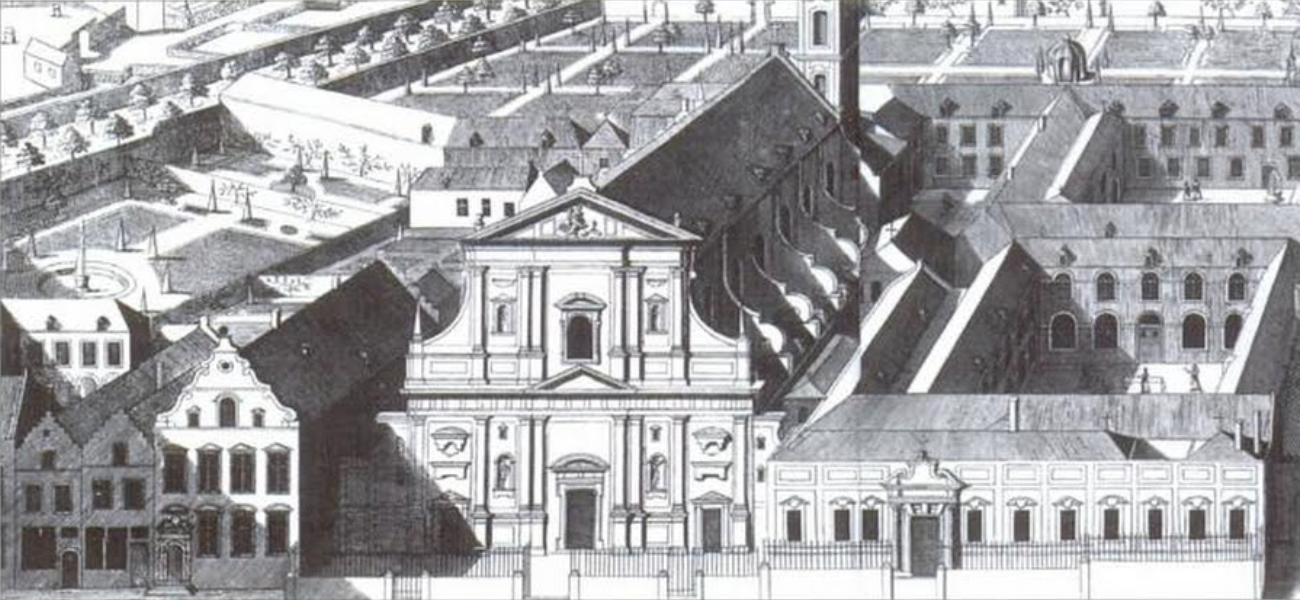
Kloster der Unbeschuhten Karmelitinnen in Brüssel

Das Kloster der Unbeschuhten Karmelitinnen in Brüssel wurde 1607 gegründet. Der Abbruch der Gebäude erfolgte 1795.

## Lage und Umgebung
Der Haupteingang der Kirche befand sich in der Naamsestraat, benannt nach der Stadt Namen/Namur, zu der die Straße und das Stadttor  Naamsepoort/Porte de Namur führten. Das Kloster lag zwischen den beiden Stadttoren Koudenbergsepoort/Porte de Koudenberg und dem Naamsepoort/Porte de Namur. Der Name des 1264 erstmals erwähnten Stadttors Koudenbergsepoort/Porte de Koudenberg bezog sich auf den Koudenberg, auf dem es sich befand. Das Gelände des Klosters der Unbeschuhten Karmeliterinnen umfasste den größten Teil des Dreiecks zwischen Brederodestraat, Boomkwekerijstraat und Naamsestraat. Es war nur durch die heutige Brederodestraat vom Kloster Koudenberg getrennt. Nach 1795 wurde das Gelände überbaut und aufgeteilt und Louis Montoyer verlegte die Theresianenstraat durch das Areal.

## Geschichte
Das Kloster wurde 1607 im Auftrag der Erzherzöge  Albrecht VII. von Habsburg und Isabella Clara Eugenia von Spanien, Infantin und Statthalterin der spanischen Niederlande gegründet.

## Beschreibung
Die Kirche und das Kloster wurden von Wenceslas/Wenzel Coebergher (1560 – 23. November 1634)  nach dem Vorbild der römischen Kirche Santa Maria in Traspontina im Stil des römischen Barock erbaut. Ausgestattet wurde die Kirche von dem flämischen Maler Theodoor van Loon (Fresken und Wandgemälde), dem Bildhauer Robrecht de Nole (Altäre und Fassadenstatuen) sowie Jan Raes II (Wandteppiche).